# گئورگی سورتسومیا
گئورگی سورتسومیا (انگلیسی: Georgiy Tsurtsumia؛ زادهٔ ۲۹ اکتبر ۱۹۸۰) کشتی‌گیر اهل قزاقستان است.